# Estádio Pedro Amorim
Estádio Pedro Amorim – stadion piłkarski, w Senhor do Bonfim, Bahia, Brazylia.